# Idaea remanei
Idaea remanei là một loài bướm đêm trong họ Geometridae.